# Pastel Make Noise
Pastel Make Noise（パステルメイクノイズ）は、日本・関西のロックバンド。
略称・愛称は「パステル」「PMN」など。
レーベルは無所属で全ての制作を自主で行なっている。

## 概要
初期メンバーの谷口、西田が2006年にバンドを結成。「淡い雑音を鳴らす」という意味を込めて「Pastel Make Noise」と命名。
2014年のギター西田の脱退により一時解散したが、2015年に村田、崎原、碩が加入し新体制として始動。
2017年、碩が脱退後はサポートメンバーを加えての活動に。

## メンバー
| 名前        | パート                 |
| ----------- | ---------------------- |
| 谷口 尚平   | ボーカルギター作詞作曲 |
| 村田 耕平   | ギターコーラス         |
| 崎原 一馬   | ドラムスコーラス       |
| たかや えり | ベースコーラス         |

## ディスコグラフィー

### シングル
|     | タイトル  | 発売日        | 規格      |
| --- | --------- | ------------- | --------- |
| 1st | satellite | 2014年3月29日 | CD / 配信 |
| 2nd | you       | 2021年1月30日 | 配信      |

### アルバム
|     | タイトル    | 発売日         | 規格      |
| --- | ----------- | -------------- | --------- |
| 1st | PLANISPHERE | 2014年9月13日  | CD / 配信 |
| 2nd | 0           | 2016年11月10日 | CD / 配信 |

## 略歴
- 2006年「Pastel Make Noise」を結成。
- 2009年3月、Youtubeチャンネルを開設。[2]
- 2014年3月29日、1st Single 「satellite」の販売を開始。
- 2014年9月13日、1st Album 「PLANISPHERE」の販売を開始。
- 2014年11月、メンバーの脱退により一時解散
- 2015年、新体制として活動を再開。
- 2016年2月17日、オムニバスアルバム「裏堀江系 Vol.01」に楽曲収録。[3]
- 2016年12月15日、無料配信音源「spot」を配信。
- 2016年11月10日、2nd Album「0」の販売を開始。
- 2017年、ベーシストが脱退。サポートメンバーを入れての活動になる。
- 2017年12月25日、「関西看護医療予備校 [4]つながる編 テレビCMソング」に起用[5][6]
- 2019年2月14日、apple music、Spotify、YoutubeMusic、LINE MUSICなど。各種配信サービスで配信を開始。[7][8][9][10][11][12]
- 2021年1月30日、2nd Single「you」を配信。